# George Bancroft (aktor)
George Bancroft (ur. 30 września 1882 w Filadelfii, zm. 2 października 1956 w Santa Monica) – amerykański aktor filmowy. Absolwent Akademii Marynarki Wojennej Stanów Zjednoczonych.

## Filmografia
- The Journey's End (1921) jako robotnik
- The Prodigal Judge (1922)
- Driven (1923) jako Lem Tolliver
- Teeth (1924)
- The Deadwood Coach (1924)
- Code of the West (1925)
- The Rainbow Trail (1925)
- The Pony Express (1925)
- The Splendid Road (1925)
- The Enchanted Hill (1926)
- Sea Horses (1926)
- The Runaway (1926)
- Old Ironsides (1926)
- White Gold (1927)
- Too Many Crooks (1927)
- Ludzie podziemia (Underworld, 1927) jako „Bull” Weed
- Tell It to Sweeney (1927)
- The Rough Riders (1927)
- The Showdown (1928)
- The Drag Net (1928)
- Życie zaczyna się jutro (The Docks of New York, 1928) jako Bill Roberts
- The Wolf of Wall Street (1929)
- U wrót śmierci (Thunderbolt, 1929) jako „Thunderbolt” Jim Lang
- The Mighty (1929)
- Paramount on Parade (1930)
- Ladies Love Brutes (1930)
- Derelict (1930)
- Scandal Sheet (1931)
- Rich Man's Folly (1931)
- The World and the Flesh (1932)
- Lady and Gent (1932)
- Blood Money (1933)
- Elmer and Elsie (1934)
- Hell-Ship Morgan (1936)
- Pan z milionami (1936) (Mr. Deeds Goes to Town) jako MacWade
- Wedding Present (1936)
- A Doctor's Diary (1937)
- John Meade's Woman (1937)
- Racketeers in Exile (1937)
- Submarine Patrol (1938)
- Aniołowie o brudnych twarzach (1938) (Angels with Dirty Faces) jako Mac Keefer
- Dyliżans (1939) (Stagecoach, 1939) jako szeryf Curly Wilcox
- Each Dawn I Die (1939)
- Espionage Agent (1939)
- Rulers of the Sea (1939)
- Green Hell (1940)
- Młody Edison  (1940) (Young Tom Edison) jako Samuel Edison
- Policja konna Północnego Zachodu (1940) (North West Mounted Police) jako Jacques Corbeau
- When the Daltons Rode (1940)
- Little Men (1940)
- Texas (1941)
- The Bugle Sounds (1942) jako Russ
- Syncopation (1942) jako Steve Porter
- Whistling in Dixie (1942) jako szeryf Claude Stagg

## Nagrody i nominacje
Za rolę „Thunderbolta” Jima Langa w filmie U wrót śmierci został nominowany do Oscara.